# Andreasson BA-4A
Andreasson BA-4A är ett flygplan konstruerat av Björn Andreasson 1942. 
Vid sidan av sitt dagliga arbete vid ritbordet vid AB Flygindustri i Halmstad så konstruerade Andreasson på lediga stunder ett litet ensitsigt motorflygplan. Flygplanet byggdes helt i trä och fick smeknamnet Midget. Eftersom flygplanet var litet ville man använda en motor som i sitt omfång var liten och lätt, valet föll på en tvåtakts Scott Flying Squirrel motorcykelmotor, som gav 28 hk. Tillverkningen av flygplanet skedde endast under perioder då orderingången var låg vid företaget och flygplanet blev klart för provflygning först i oktober 1944. Flygplanet krävde endast en startsträcka på 90 meter och det kunde landa på 70 meter. 
Flygplanet fick registreringen SE-ANS och provflygningen genomfördes av Bengt Olow 10- och 11 oktober 1944 på F 14. 

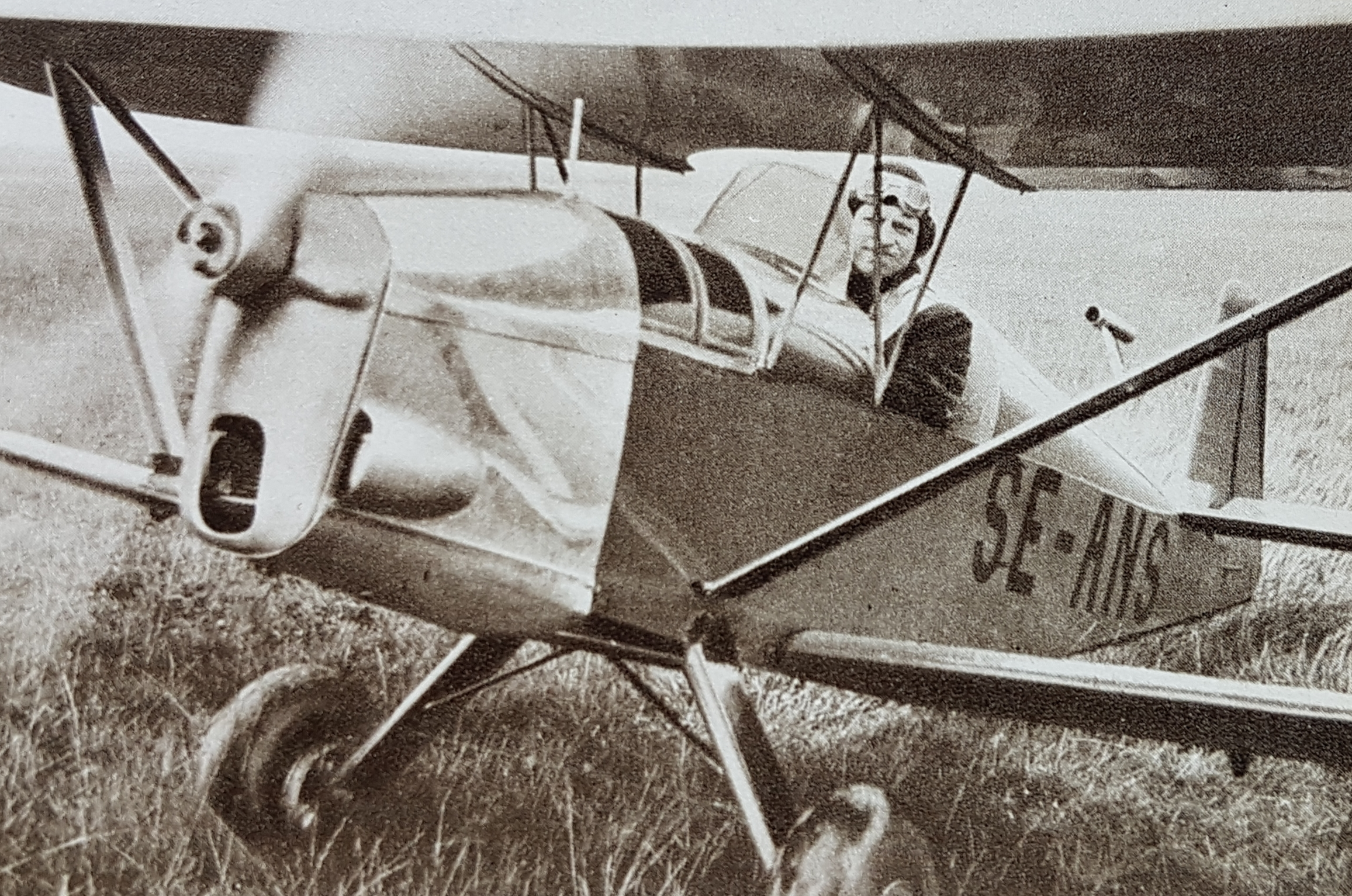
Bengt Olow utför provflygningen av SE-ANS 1944.

Enligt flygjournalisten Harald Millgård som i en artikel skrev att på grund av motorns dåliga kondition kunde inte tillräckligt grundliga prov genomföras med flygplanet. Olow genomförde under de två dagarna 25 flygningar men tvingades att nödlanda 22 gånger på grund av motorstopp. När flygplanet slutligen var klart för slutbesiktning av Luftfartsstyrelsen rasade motorn helt och hållet. När Andreasson började arbeta för Skandinavisk Aero Industri i Danmrk 1945 tog med sig flygplanet till Köpenhamn På våren 1950 sålde han den för 800 kr till Bertil Johansson i Växjö som hämtade planet på Kastrup med en släpkära. Johansson och Egon Alm flög med flygplanet från ett grässtråk i Kågeröd.  Efter en månads flygningar bytte man ut motorn mot en begagnad 40 hk motor som tidigare suttit i en Loppan. Efter en ground-loop under sommaren 1950 skadades en vinge och flygplanet ställdes åt sidan. Efter att det under många år förvarats av en privatperson i södra Sverige överfördes det till Helsingborgs museums samlingar. 
Konstruktionen vidareutvecklades senare till BA-4B som tillverkades i en metallkonstruktion. Under ledning av verkmästaren Per Moberg vid  MFI:s verkstadsskola byggdes en prototyp som flög första gången 1 juli 1966 med Ove Dahlén som testpilot. Flygplanet registrerade senare som SE-XBS. I början av 1970-talet konstruerades en 15 % större BA-4B med plats för två personer som fick benämningen BA-11.